# Chiesa della Madonna della Luce
La chiesa della Madonna della Luce è un luogo sacro di Napoli; sito nel quartiere Vomero, in via Gabriele Jannelli.

## Storia e descrizione
Venne fondata nel XVIII secolo, mentre, nel secolo successivo venne rimaneggiata in chiave neoclassica.
Oggi la natura neoclassica della facciata appare parzialmente sfregiata a causa di alcuni rifacimenti successivi al 1993, come testimoniano alcune foto del periodo; inoltre, un atto vandalico ne ha distrutto un elemento decorativo in piperno, a forma di bulbo coronato da una pigna.
L'interno, inaccessibile a causa delle precarie condizioni statiche, è di forma quadrata e finestre e custodisce un pulpito ligneo, un altare maggiore ed una balaustra in marmi policromi. Inoltre, l'architettura è caratterizzata da una volta a botte ornata da lacunari in stucco.